# Musée d'État d'histoire et de culture de la région de Namangan
Vous pouvez aider à l'améliorer ou bien discuter des problèmes sur sa page de discussion.
- Son texte doit être wikifié : il ne correspond pas à la mise en forme Wikipédia (style, typographie, liens internes, liens entre les wikis, etc.). (Marqué depuis août 2022)
- Son introduction est soit absente, soit non conforme aux conventions de Wikipédia. (Marqué depuis août 2025)

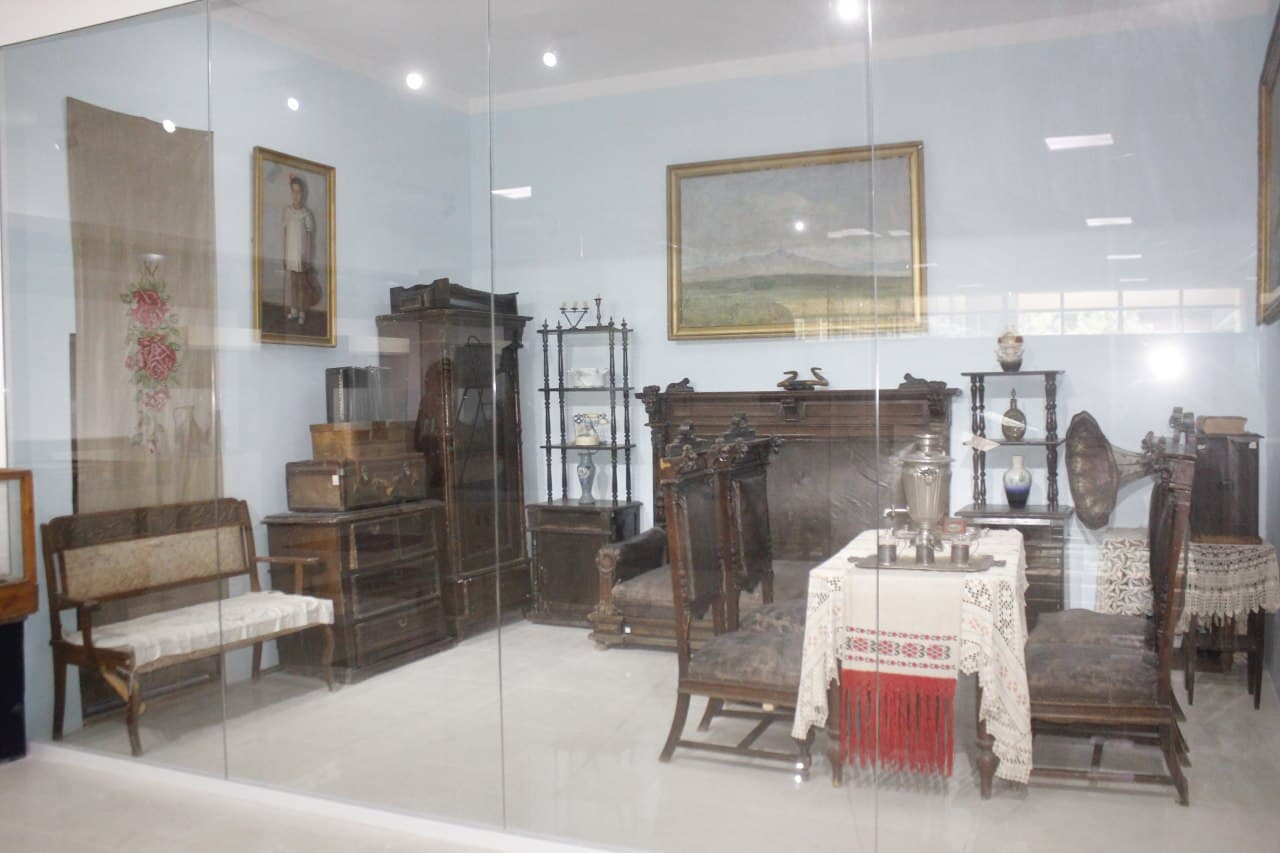
Exposición del museo

Le Musée d'État d'histoire et de culture de la région de Namangan, selon le décret du Soviet des commissaires du peuple de la République du Turkestan du 19 avril 1918, deux salles ont été séparées du bâtiment de la 1ère école secondaire russe de 7 ans sous le autorité du département d'éducation publique de la ville de Namangan et ouvert en tant que musée-cabinet de physique. Selon la décision du Conseil des Anciens du Turkestan du 20 août 1920, afin d'étendre encore les activités du musée, le bâtiment de la boutique du marchand Hamdam Qalandarov au centre de la ville de Namangan a été attribué au musée.
En 1922, le nombre d'expositions du musée atteint 2000. Les habitants de la ville ont aidé autant qu'ils le pouvaient à collecter des artefacts historiques. En 1923, les départements de zoologie, de minéralogie, d'anatomie, de numismatique et d'outils pédagogiques fonctionnaient dans le musée. V.I. Ivanov en 1920-1927 et Inomjon Nizambaev en 1927-1937 ont grandement contribué à enrichir le musée avec de nouvelles expositions. Au moment de sa première création, il s'appelait le musée d'histoire locale de la ville de Namangan, après 1934, il s'appelait le musée inter-districts, et à partir de 1938, il s'appelait le musée régional d'histoire locale de Namangan du nom de M.I. Ben-Gerari. Dans la période de 1920 à 1930, le musée régional d'histoire locale de Namangan du nom de M.I. Ben-Gherari remplit régulièrement ses salles d'exposition. Durant cette période, le musée en comptait neuf : Département de Zoologie, Département de l'Agriculture, Département du Coton, de la Soie, Département de l'Agronomie et de la Lutte Antiparasitaire, Département de la Révolution, Galerie des Photographies, Sculptures et Gravures, Historique il y avait un département archéologique, et les départements de l'artisanat. En 1938, le musée est temporairement fermé afin de rééquiper les salles d'exposition.
En 1939, les départements de la nature, de l'histoire, de la construction socialiste ont été créés et, après l'achèvement des travaux d'équipement, ils ont repris leurs travaux. En 1940, le nombre d'expositions était de 10 000. Il contient des expositions reflétant la nature, les monuments historiques, l'architecture, l'art pratique, la médecine et la vie culturelle de notre pays. En 1941, en raison de la Seconde Guerre mondiale, le musée est temporairement fermé jusqu'en 1943. Le 8 septembre 1943, le comité d'organisation du Soviet suprême d'Ouzbékistan sur la création de la région de Namangan a décidé de rouvrir le musée régional d'histoire locale de Namangan. En 1945, le Musée Régional d'Etudes Régionales renoue avec 4 départements. Depuis 1970, le personnel scientifique du musée a élargi la collection de données et d'expositions ethnographiques. En conséquence, des informations ont été recueillies sur de nombreuses personnes qui ont dirigé dans la région de Namangan et ont fait preuve d'héroïsme au front. En 1971-1976 et 1978-1979, sous la direction d'Ikromjon Akbarov, le musée prend en compte les réalisations des années précédentes, et en 1976 il est placé parmi les musées de seconde catégorie. Pendant la période de Khamidkhan Dadaboev, qui était le directeur du musée en 1979-1986, la question de la construction d'un nouveau bâtiment adapté pour le musée a été mise à l'ordre du jour. Les travaux de construction ont commencé en 1986 et le bâtiment a été achevé à la fin de 1987. Le bâtiment a 3 étages, la superficie totale est de 53201 mètres carrés, 1700 mètres carrés de surface d'exposition, 520 mètres carrés de salles de fonds. En 1987, sous la direction d'Oktamjon Rustamov, il a été transféré dans un nouveau bâtiment. Le 22 avril 1988, la cérémonie d'ouverture du nouveau bâtiment a eu lieu rue Nadim Namongoni dans la ville de Namangan. Grâce à l'enthousiasme et au travail efficace des employés, le musée est devenu l'un des musées de première classe en 1998. Cette année, sous la houlette de sa directrice Saidakhan Muhammadieva, les travaux d'équipement du service nature du 2e étage ont débuté. Le groupe de peintres de l'Union régionale des artistes, dirigé par Tora Ashurov, décorera les salles d'exposition d'une manière spéciale pour révéler la nature de la région. Dans les années suivantes, les services du personnel scientifique travaillant sous la direction d'Erkin Karaboev pour équiper le département de la nature de dioramas et de vitrines liés à la nature, à la flore et à la faune de notre région, et à divers sujets sont incomparables.
Ibrahimjon Yunusovich Yusupov a été nommé directeur du Musée régional d'études régionales de Namangan en août 2004. Depuis ce jour, des changements radicaux ont été apportés au potentiel scientifique du musée et le développement du musée a atteint le stade de développement. En particulier, en 2004-2008, les salles d'exposition d'histoire, d'ethnographie, de sports de la région de Namangan, de Namangan, de l'environnement littéraire de Namangan dans les années d'indépendance ont été équipées sur la base d'un plan d'exposition thématique planifié en fonction des besoins de l'époque. Au cours de ces années, le candidat des sciences historiques, le professeur agrégé Erkin Mirzaalievlar, Latifa Ahmadalieva, l'historien spécialiste Erkin Karaboev, Nigora Mominova ont été actifs dans la réalisation de ces travaux. Depuis 2004, l'attention accrue portée au potentiel scientifique a été écrite par le personnel du musée, "Miroir de l'histoire et de la spiritualité", "Monuments architecturaux de la région de Namangan", qui ont été publiés dans les imprimeries de Namangan, Fergana et Tachkent en trois mille exemplaires et présentés "Secrets", "Akhsikent", "Musée régional d'études locales de Namangan : hier et aujourd'hui", "Instantanés de l'histoire de la ville de Namangan" et des instructions méthodologiques reflétant le travail du musée peuvent être consultés.
Sur la base de la décision n ° 220 du gouverneur de la région de Namangan en date du 15 juin 2012, le musée de l'histoire du district de Kosonsoy (en 1980-1995 le musée de l'histoire, du travail et de la gloire militaire, en 1996-2012 le district de Kosonsoy " Le musée du peuple, en 2012-2017 le district de Kosonsoy nommé d'après le musée d'histoire locale) a été rattaché au musée d'État d'histoire et de culture de la région de Namangan en tant que filiale. Année 2017 du Cabinet des ministres de la République d'Ouzbékistan Selon la décision n° 975 du 11 décembre, le nom du musée de Namangan a été changé en "Musée d'État d'histoire et de culture de la région de Namangan" Aujourd'hui, le Musée national d'histoire et de culture de la région de Namangan comprend des départements d'histoire, de nature, de littérature, d'art, de trésor, de mémoire et d'appréciation, et de spiritualité. 2-3 étages sont des salles d'exposition, où des expositions sont organisées reflétant l'histoire, la nature, la littérature et l'art de la région de Namangan.